# 缇拉娜·友萨奴
缇拉娜·友萨奴（羅馬化：Cheranut Yusanonda，1988年11月27日—），昵称Namcha，又名Cha，是泰国女演员兼歌手。